# LyX
LyX er en avanceret opensource dokument processor til LaTeX. Det er oversat til mange sprog, herunder dansk.